# Inmigración boliviana en Paraguay
La inmigración de ciudadanos bolivianos en el Paraguay,  es un fenómeno reciente, el cual forma parte de los nuevos patrones migratorios que afectaron no solamente al Paraguay, sino a toda América Latina.
Estos movimientos migratorios empezaron a fines de la década de los sesenta, período durante el cual se entra en una sucesión de acontecimientos políticamente turbulentos importante y en etapas más o menos recesivas (o boyantes por poco tiempo, en el caso de Paraguay) de las economías de los países de la subregión.

## Historia
La migración boliviana se caracteriza por ser, en sus inicios, una migración forzosa, la de los prisioneros de guerra del conflicto chaqueño, los cuales empezaron a llegar masivamente luego de la rendición de Campo Vía (ocasión en que el ejército paraguayo se hizo con alrededor de 8000 prisioneros).
Efectivamente, unos 25.000 bolivianos fueron capturados a lo largo de la guerra y enviados a diferentes puntos del país, fin de trabajar en la producción agrícola, servicios domésticos, o bien, en obras públicas. En ese sentido, un caso emblemático es el del denominado "Tapé Bolí" ("camino boliviano" en guaraní) del pueblo de Sapucai.
Aunque la mayoría regresó a Bolivia una vez firmado el protocolo de paz, eventualmente varios ex prisioneros decidieron radicarse en el Paraguay, tras haber formado familia con mujeres locales.
En años posteriores, no hay registros migratorios del ingreso al país de ciudadanos bolivianos 

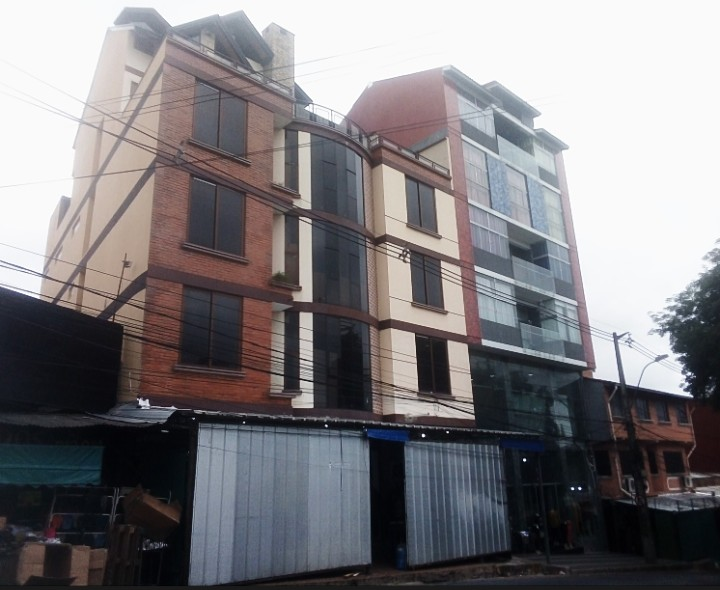
Cholet edificado sobre la calle Ana Díaz, en la zona del Mercado 4 capitalino.

La corriente migratoria recobró fuerza en la década de 1990, aunque fue una migración más bien disimulada, porque no existen registros de cantidad de entrada y salida de los mismos.

## Evolución de la inmigración boliviana en Paraguay

### Según la Organización Internacional para las Migraciones
En los últimos 27 años (desde 1990 hasta 2017), la inmigración boliviana en Paraguay ha aumentado en un 27 %, pasando de 809 a 1035 bolivianos y bolivianas residiendo permanentemente en Paraguay, según datos de la Organización Internacional para las Migraciones (OIM), dependiente de la Organización de las Naciones Unidas (ONU). A continuación se muestra la inmigración boliviana en Paraguay por año: 
| Bolivianos y Bolivianas viviendo en el extranjero según la Organización de las Naciones Unidas (ONU) durante 2020 | Bolivianos y Bolivianas viviendo en el extranjero según la Organización de las Naciones Unidas (ONU) durante 2020 | Bolivianos y Bolivianas viviendo en el extranjero según la Organización de las Naciones Unidas (ONU) durante 2020 | Bolivianos y Bolivianas viviendo en el extranjero según la Organización de las Naciones Unidas (ONU) durante 2020 | Bolivianos y Bolivianas viviendo en el extranjero según la Organización de las Naciones Unidas (ONU) durante 2020 | Bolivianos y Bolivianas viviendo en el extranjero según la Organización de las Naciones Unidas (ONU) durante 2020 | Bolivianos y Bolivianas viviendo en el extranjero según la Organización de las Naciones Unidas (ONU) durante 2020 | Bolivianos y Bolivianas viviendo en el extranjero según la Organización de las Naciones Unidas (ONU) durante 2020 |
| Puesto | País | Año 2020 | Región | Puesto | País | Año 2020 | Región |
| --- | --- | --- | --- | --- | --- | --- | --- |
| 1° | Argentina | 423 136 | Sudamérica | 29° | Rumania | 191 | Europa |
| 2° | España | 159 936 | Europa | 30° | República Dominicana                                                                                              | 176 | Caribe |
| 3° | Chile | 128 782 | Sudamérica | 31° | Finlandia | 166 | Europa |
| 4° | Estados Unidos | 80 028 | Norteamérica | 32° | Honduras | 149 | Centroamérica |
| 5° | Brasil | 49 289 | Sudamérica | 33° | Guatemala | 145 | Centroamérica |
| 6° | Perú | 28 165 | Sudamérica | 34° | República Checa                                                                                                   | 99 | Europa |
| 7° | Italia | 15 580 | Europa | 35° | Rusia | 82 | Europa |
| 8° | Alemania | 5 947 | Europa | 36° | Luxemburgo | 70 | Europa |
| 9° | Suecia | 4 739 | Europa | 37° | Nicaragua | 66 | Centroamérica |
| 10° | Canadá | 4 731 | Norteamérica | 38° | Polonia | 61 | Europa |
| 11° | Suiza | 4 593 | Europa | 39° | Hungría | 55 | Europa |
| 12° | Francia | 3 598 | Europa | 40° | El Salvador | 53 | Centroamérica |
| 13° | Reino Unido | 3 212 | Europa | 41° | Cuba | 46 | Caribe |
| 14° | Venezuela | 1 853 | Sudamérica | 42° | Filipinas | 36 | Asia |
| 15° | México | 1 753 | Norteamérica | 43° | Croacia | 29 | Europa |
| 16° | Ecuador | 1 597 | Sudamérica | 44° | Puerto Rico | 24 | Caribe |
| 17° | Bélgica | 1 274 | Europa | 45° | Bulgaria | 22 | Europa |
| 18° | Australia | 1 183 | Oceanía | 46° | Grecia | 21 | Europa |
| 19° | Colombia | 1 129 | Sudamérica | 47° | Irlanda | 17 | Europa |
| 20° | Paraguay | 1 092 | Sudamérica | 48° | Eslovaquia | 16 | Europa |
| 21° | Países Bajos | 1 063 | Europa | 49° | Islandia | 15 | Europa |
| 22° | Noruega | 583 | Europa | 50° | Eslovenia | 13 | Europa |
| 23° | Panamá | 543 | Centroamérica | 51° | Chipre | 8 | Europa |
| 24° | Austria | 514 | Europa | 52° | Estonia | 5 | Europa |
| 25° | Dinamarca | 475 | Europa | 53° | Guinea | 3 | África |
| 26° | Costa Rica | 442 | Centroamérica | 54° | Letonia | 1 | Europa |
| 27° | Portugal | 242 | Europa | 55° | Lituania | 1 | Europa |
| 28° | Sudáfrica | 195 | África | TOTAL BOLIVIANOS                                                                                                  | TOTAL BOLIVIANOS                                                                                                  | 927 244 | MUNDO |

## Actualidad

### Sociedad
Aproximadamente residen unos 1000 bolivianos en todo el Paraguay. 
De estos, unos 500 viven en las inmediaciones del mercado 4, en Asunción. La colectividad boliviana es unida, mantiene fuertes vínculos y solidaridad entre sus miembros.
En el caso de los inmigrantes bolivianos en Asunción, el hecho de que en la práctica la totalidad residan en un solo barrio, facilita el continuar con las prácticas culturales de su país de origen. En el barrio, a través de comerciantes bolivianos, pueden adquirir alimentos bolivianos (frutas, condimentos, etc.) que no existen normalmente en los comercios locales.

### Feria boliviana
El lugar donde mayormente se visibiliza a los bolivianos residentes en Paraguay, es el Mercado N° 4 de la capital.  La zona donde comerciantes de esa nacionalidad están asentados (sobre la calle Ana Díaz), se conoce popularmente como “la feria boliviana”.

La especialidad de los mismos es la venta de abrigos de lana, camperas, buzos y otras ropas de invierno, a precios muy competitivos.

### Celebraciones
Asimismo, cada año, los integrantes de la colectividad boliviana celebran el día de la Virgen de Urkupiña, cuya fecha se celebra el 15 de agosto, el mismo día que Nuestra Señora de la Asunción.
Generalmente, los festejos comienzan con un desfile previo en la céntrica calle Palma, tras el cual, los feligreses se congregan en el templo de San Miguel Arcángel, ubicado en el barrio Ciudad Nueva de la capital, para participar de una misa.

Una vez concluido el acto religioso, los feligreses realizaron ayer un desfile con danzas regionales con alegorías, en dirección al Mercado Municipal N° 4, hasta llegar a la seccional colorada N° 11 del barrio Vista Alegre, la cual es utilizada con frecuencia para este tipo de celebraciones.

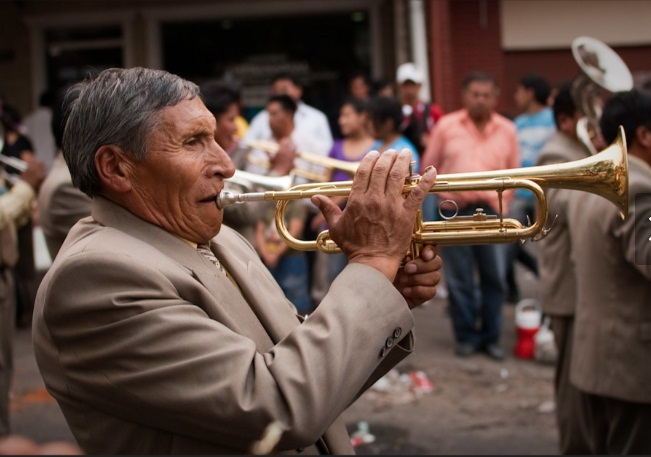
Un trompetista boliviano acompaña a la procesión de la Virgen de Ukupiña en el Mercado 4.

Del evento forman parte agrupaciones o fraternidades folclóricas provenientes de varias regiones de Bolivia.

## Participación en elecciones
Los bolivianos residentes en Paraguay también realizan el ejercicio de su derecho a voto en territorio paraguayo, participando en diferentes elecciones presidenciales.

### Elecciones presidenciales de 2014
|  | 62,28 % |

|  | 19,03 % |

|  | 11,76 % |

|  | 6,23 % |

|  | 0,69 % |

|  | 96,98 % |

|  | 2,35 % |

|  | 0,67 % |

|  | 100 % |

|  | 83,71 % |

|  | 16,29 % |

### Elecciones presidenciales de 2019
|  | 48,67 % |

|  | 40,71 % |

|  | 7,96 % |

|  | 0,88 % |

|  | 0,59 % |

|  | 0,59 % |

|  | 0,29 % |

|  | 0,29 % |

|  | 0,00 % |

|  | 97,13 % |

|  | 2,58 % |

|  | 0,29 % |

|  | 100 % |

|  | 71,96 % |

|  | 28,04 % |

### Elecciones presidenciales de 2020
|  | 39,76 % |

|  | 37,35 % |

|  | 21,69 % |

|  | 1,20 % |

|  | 0,00 % |

|  | 95,77 % |

|  | 3,46 % |

|  | 0,77 % |

|  | 100 % |

|  | 61,90 % |

|  | 38,10 % |

### Elecciones presidenciales de 2025
|  | 51,08 % |

|  | 20,16 % |

|  | 11,29 % |

|  | 8,06 % |

|  | 4,30 % |

|  | 2,69 % |

|  | 2,42 % |

|  | 0,00 % |

|  | 90,73 % |

|  | 8,54 % |

|  | 0,73 % |

|  | 100 % |

|  | 70,33 % |

|  | 29,67 % |